# La Presse d'Armor
La Presse d'Armor est un hebdomadaire local français de Bretagne dont le siège est situé à Paimpol dans les Côtes-d'Armor.
La zone de diffusion du périodique est localisée sur les cantons de Paimpol, Plouha, Étables-sur-Mer, Lanvollon, Lézardrieux, Tréguier et Pontrieux.
Chaque semaine (le mercredi), la Presse d'Armor publie des articles de fond sur la vie économique et sociale dans sa zone de diffusion mais aussi sur les événements artistiques et culturels. Elle accompagne les associations locales dans leurs diverses manifestations et est habilitée à publier des annonces légales. Le journal se présente sous la forme d'un tabloïd de 48 pages en couleur.

## Historique
C'est le 6 mai 1877 que Jean-Louis Le Flem, imprimeur à Paimpol, Place du Martray, crée Le Journal de Paimpol, « journal maritime, commercial, industriel, agricole et littéraire ».
Le journal paraît le dimanche et est alors vendu 10 centimes. Tiré à l'époque à quelques centaines d'exemplaires seulement, il compte chaque semaine quatre pages (parfois même deux au moment de la guerre 14-18 ou en périodes de pénurie).
Comme ses homologues de l'époque, Le Journal de Paimpol n'est pas réalisé par des journalistes. Il publie des dépêches d'agences de presse, des faits divers, des communiqués transmis par les mairies, les administrations et les associations locales.
Ce n'est pas, comme aujourd'hui, un journal d'informations locales. Les reportages d'actualité sont très rares. Il en est de même des articles relatant les grands événements locaux.
Le Journal de Paimpol se veut résolument républicain et il accompagne la Troisième République dans le pays.
Avec l'occupation allemande, pendant la Seconde Guerre mondiale, Le Journal de Paimpol cesse de paraître début 1942. Il paraîtra de nouveau à la libération sous un nouveau titre : La Presse Paimpolaise.
Restés depuis l'origine aux mains de la famille Le Flem, le journal et l'imprimerie commerciale sont rachetés au lendemain de la guerre par Henri Cotel. L'entreprise va alors s'installer rue du Quai. Jacques Mauger achète l'affaire le 1er juin 1949. Celui-ci restera le propriétaire et le directeur jusqu'à sa retraite au début des années 1980.
En 1973, La Presse Paimpolaise s'installe sur la nouvelle zone industrielle, rue Pierre Mendès France.
En 1977, l'hebdomadaire se veut journal de pays et devient La Presse d'Armor, sous l'impulsion de Michel Trifoll (1930-2008), actionnaire et rédacteur en chef. L'illustration photographique fait son apparition dans un journal qui n'avait guère changé sa forme au cours de son premier siècle d'existence. Jusqu'alors réalisé en typographie (au plomb), le journal passe à la photocomposition pendant quelques années.
La Presse d'Armor sera désormais diffusée sur les cantons de Paimpol, Lézardrieux, Tréguier, Pontrieux, Plouha, Lanvollon, et depuis l'été 1996, le canton d'Étables-sur-Mer.
En automne 1988, La Presse d'Armor fait partie des tout premiers journaux en France à adopter la mise en page assistée par ordinateur.
Au début des années 1980, le groupe Ouest-France rachète le journal ainsi que l'imprimerie. Sous l'impulsion des deux journalistes récemment embauchés, Jean Lallouët et Daniel Thépaut, La Presse d'Armor prend un ton nouveau. Les journalistes et leur réseau de correspondants sont les témoins de la vie locale et ne se contentent plus d'enregistrer les communiqués officiels des mairies et des associations.
En août 1990, Yvon Jacob, journaliste à La Presse d'Armor depuis 1987, devient rédacteur en chef. Sous son impulsion, le journal va renforcer son ancrage local et devenir un élément essentiel du débat démocratique dans la région de Paimpol (si l'on considère le nombre de tribunes libres publiées chaque semaine).
En octobre 1998, Christian Bouzols reprend le flambeau pour trois années et crée une nouvelle maquette.
Depuis la nouvelle équipe s'est installée, en 2002, place Gambetta au centre-ville de Paimpol. Les nouvelles technologies de l'information et de la communication continuent de s'intégrer dans le processus de création et de fabrication du journal. Une nouvelle maquette a vu le jour en 2004.